# Královna Alžběta (film, 1998)
Královna Alžběta (v anglickém originále Elizabeth) je populární britský film z roku 1998 režiséra Shekhara Kapura v hlavní roli královny Alžběty I. s Cate Blanchettovou. Film je velmi volně založen na historii prvních let Alžbětiny vlády. Se skutečností má však málo společného a nelze ho tudíž brát jako film "populárně-naučný". V roce 2007 bylo natočeno pokračování Královna Alžběta: Zlatý věk, které pokrylo pozdější část její vlády.
Film přinesl australské herečce Cate Blanchettové mezinárodní věhlas. Za svůj herecký výkon získala několik ocenění, např. Zlatý glóbus a cenu BAFTA. Tu získal i samotný film v kategorii Nejlepší britský film. Snímek byl také nominován v sedmi kategoriích Oscarů, včetně kategorií nejlepší film a nejlepší herečka, a získal cenu v kategorii nejlepší makeup.
Snímek sleduje mladou Alžbětu, jak nahrazuje na trůně svou zemřelou nevlastní sestru Marii, která ji ještě nedávno uvěznila. Její vláda nad rozdělenou a zchudlou zemí je vnímána jako slabá a je pod hrozbou invaze ze strany Francie a habsburského Španělska. K dosažení stability a bezpečnosti království jí pomáhá William Cecil vyhledat manžela, v úvahu přicházejí katolík a vdovec po Marii Filip II. Španělský a Francouz Jindřich, vévoda z Anjou. Alžběta se však zamiluje do Roberta Dudleyho, syna vévody z Northumberlandu, který byl popraven na začátku vlády její nevlastní sestry Marie. Královna se musí bránit hrozbám ze strany skotské regentky Marie de Guise, papeže a dalších. Film končí, když se Alžběta rozhodla stát panenskou královnou.

## Děj
V roce 1558 umírá anglická katolická královna Marie I. na rakovinový nádor v děloze, a tak se její poloviční sestra protestantka Alžběta I. stává královnou. Ta byla předtím vězněna kvůli údajné přípravě vraždy své sestry. Její rádce William Cecil na ni naléhá, aby se vdala a ochránila tak svou zemi před nepřáteli. Mezi její nápadníky patří Jindřich, vévoda z Anjou a Filip II. Španělský, ale oba odmítne. Místo toho udržuje tajný vztah se svou láskou z dětství Robertem Dudleyem. Vztah ale ve skutečnosti není tajný, když Cecil poznamenává, že monarcha nemá žádný soukromý život.
Alžběta se vypořádává s mnoha hrozbami proti své vládě. Její katolický bratranec vévoda z Norfolku ji chce zabít a skotská regentka Marie de Guise se spolčuje s Francií, aby zaútočila na Anglii. Na konci filmu je Norfolk popraven a Marie je zavražděna s podporou Alžbětina rádce Francise Walsinghama.
Alžběta odstraňuje ze svého života Dudleye poté, co zjistí, že je ženatý. Poté královna odmítá mít ještě někdy pohlavní styk, aby znovu nějakému muži nepodlehla. Tím se postupně stává tvrdou a asertivní. Často je také nemilosrdnou – připravuje popravy lidí, co by mohli být ohrožením její vlády. Alžběta se tak od svého mládí razantně změnila – na začátku filmu byla dobrosrdečnou a romantickou dívkou.
Film končí, když Alžběta prohlašuje, že se vdala za Anglii a stává se panenskou královnou, čímž zahajuje anglický zlatý věk.

## Obsazení
| Cate Blanchett (dabing Petra Jindrová Lupínková) | Alžběta I.                           |
| Geoffrey Rush (dabing Jiří Plachý)               | Francis Walsingham                   |
| Christopher Eccleston (dabing Miroslav Středa)   | Thomas Howard, 4. vévoda z Norfolku  |
| Joseph Fiennes (dabing Martin Zounar)            | Robert Dudley                        |
| Richard Attenborough (dabing Soběslav Sejk)      | William Cecil, 1. baron Burghley     |
| Kathy Burke (dabing Jana Altmannová)             | Marie I. Tudorovna                   |
| Daniel Craig (dabing Vladimír Čech)              | John Ballard                         |
| Vincent Cassel (dabing Saša Rašilov)             | Jindřich, vévoda z Anjou             |
| John Gielgud (dabing Dalimil Klapka)             | papež Pius V.                        |
| James Frain (dabing Libor Terš)                  | Álvaro de la Quadra                  |
| Terence Rigby (dabing Jan Pohan)                 | biskup Stephen Gardiner              |
| Emily Mortimerová (dabing Dana Černá)            | Kat Ashleyová                        |
| Edward Hardwicke (dabing Bedřich Šetena)         | Henry FitzAlan, 19. hrabě z Arundelu |
| Alfie Allen                                      | Arundelův syn                        |
| Kelly Macdonaldová (dabing Helena Dytrtová)      | Isabel Knollysová                    |
| Angus Deayton (dabing Vladimír Kudla)            | Armagil Waad                         |
| Amanda Ryan (dabing Veronika Gajerová)           | Lettice Howard                       |
| Eric Cantona (dabing Martin Kolár)               | Paul de Foix                         |
| Fanny Ardant (dabing Soňa Dvořáková)             | Marie de Guise                       |

## Rozdíly od skutečnosti
- Skutečný Robert Dudley Alžbětu nezradil a až do své smrti zůstal loajální. Alžběta navíc jejich přátelství ani nikdy neukončila.
- Dudley ve filmu konvertoval ke katolictví, ve skutečnosti byl celou dobu protestant (typu, jenž se později začal nazývat puritán).
- Kat Ashleyová je ve filmu podobného věku jako Alžběta, ve skutečnosti byla podstatně starší, byla její vychovatelkou.
- William Cecil ve filmu Alžbětu informuje o tom, že je Dudley ženatý. Toho si ale královna byla dobře vědoma – byla hostem na jeho svatbě (Královna ale nevěděla, že se oženil podruhé s Lettice Knollys a rozčílila se kvůli tomu, ale to se událo až několik let po událostech ve filmu).
- Postava, která vypadá, že je založená na Lettice Knollys – Isabel Knollysová – je ve filmu otrávena během sexu s Dudleyem. Ve skutečnosti si ho ale později vzala, jak je uvedeno výše, a zemřela až ve věku 91 let.
- Filmovou Alžbětu navštíví Jindřich, vévoda z Anjou. Ve skutečnosti se nikdy nepotkali, skutečný návrh sňatku byl totiž od Františka, vévody z Anjou, Jindřichova mladšího bratra. Ten do Anglie zamířil a o sňatku se velmi uvažovalo, ačkoli k němu nikdy nedošlo. Ani Jindřich ani František ale nejeli navštívit do Skotska Marii de Guise (ta zemřela roky před tím, než byl návrh na svatbu vůbec učiněn). Navíc František byl téměř o polovinu mladší než byla v té době Alžběta. Film se také zmiňuje o Jindřichově transsexualitě a naznačuje možnou homosexualitu nebo bisexualitu, což je založena na starých domněnkách založených na vévodově eleganci a nechuti k mužským aktivitám jako lov a válka. Dnes to někteří historici považují za nepravděpodobné vzhledem k Jindřichovým nespočitatelným aférkám s ženami.
- William Cecil neměl ve skutečnosti ani 40 let, když Alžběta začala vládnout, a ta ho ani neposlala do důchodu. Zůstal jedním z jejích nejvěrnějších rádců až do své smrti, která nastala krátce před královninou. Podobně jako Cecilovi bylo i Francisi Walsinghamovi pouze přes 20, když byla Alžběta korunována, a ne ve středním věku jako ve filmu.
- Spiknutí vévody z Norfolku je založeno na několika skutečných událostech. Ve filmu je zadržen a popraven za pokus nahradit Alžbětu Marií Stuartovnou, aby si tak udržel svůj vliv na korunu. Ve skutečnosti byl Norfolk zadržen v roce 1569 za pokus vzít si Marii Stuartovnu bez povolení, ale nakonec byl propuštěn. O tři roky později byl zapleten v pokusu dosadit Marii na Alžbětin trůn, za což byl pak souzen a popraven. Ve filmu je vévoda zobrazen jako nemilosrdný a mocný muž, ve skutečnosti byl slabý a snadno manipulovatelný.
- Neexistuje žádný důkaz, že by Francis Walsingham byl nějak zapleten do smrti Marie de Guise. Ta navíc zemřela pouze rok po Alžbětině nástupu na trůn, zatímco mnoho dalších událostí ve filmu se stalo až později.
- Alžběta má ve filmu barvu očí Cate Blanchett – zářivě modré oči, zatímco ve skutečnosti měla jantarově hnědé oči jako její matka Anna Boleynová. Herečka má ale citlivé oči, a tak nemohla nosit kontaktní čočky.
- Biskup Stephen Gardiner zemřel před Alžbětiným nástupem na trůn, a tak se nemohl podílet na pokusu o její sesazení.
- Hrabě z Arundelu nebyl popraven, ale byl vězněn v Tower of London, kde také zemřel.
- Hrabě ze Sussexu byl oddaným královniným služebníkem a nikdy nebyl zapleten do spiknutí proti ní ani popraven.
- Na začátku filmu je scéna, ve které se tvrdí, že jedinými nástupci Jindřicha VIII. jsou Marie I. a Alžběta I., jeho nástupci ale byli i Eduard VI. a také Jane Greyová (ačkoli o jejím postavení královny se vedou spory).
- Film tvrdí, že Alžběta měla sexuální vztah s Robertem Dudleyem, ale neexistuje žádný důkaz, že by s ním nebo jiným mužem Alžběta někdy měla pohlavní styk, i když se o tom dlouho spekuluje. Alžběta o sobě prohlašovala, že žila a zemřela jako panna.